# Il campiello

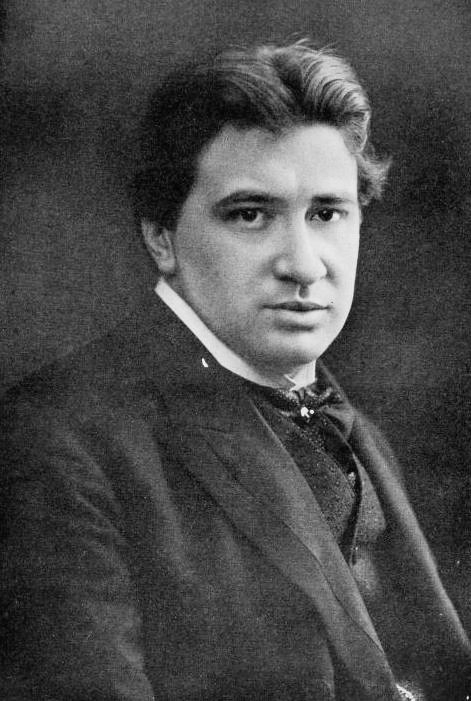
Ermanno Wolf-Ferrari 1906

Il campiello (Kärlekstorget) är en komisk opera i tre akter med musik av Ermanno Wolf-Ferrari och libretto av Mario Ghisalberti efter Goldonis komedi med samma namn (1765).

## Historia
Wolf-Ferraris tidigare operor hade alla haft premiär utomlands, men med Il campiello fick han äntligen se ett av sina verk uruppföras på Italiens mest prestigefyllda operahus, La Scala i Milano den 12 februari. Svensk premiär den 16 juli 1979 på Ystadoperan.

## Personer
- Astolfi (baryton)
- Gasparina (sopran)
- Fabrizio, Gasparinas onkel (bas)
- Dona Cate (tenor)
- Luçieta, Dona Cates dotter (sopran)
- Orsola (mezzosopran)
- Zorzeto, Orsolas son (tenor)
- Dona Pasqua (tenor)
- Gnese, Dona Pasquas dotter (sopran)
- Anzoleto (bas)

## Handling
Handlingen kretsar kring det lilla torget dör olika personer uppenbarar sig: den högfärdiga Gasparina som läspar; den nobla men luspanke Astolfi som uppvaktar Gasparina och slutligen för bort henne till Neapel; Lucieta och Gnese vars pojkvänner inte lyckas hindra att Astolfi kurtiserar dem; och de gamla damerna dona Cate och dona Pasqua (båda rollerna sjungs av tenorer).